# Lucius Papirius Mugillanus (consul en -427)
Pour les articles homonymes, voir Papirius Mugillanus.
Lucius Papirius Mugillanus est un homme politique romain du Ve siècle av. J.-C., consul en 427 av. J.-C.

## Famille
Il est membre des Papirii Mugillani, branche de la gens patricienne des Papirii. Il est le fils de Lucius Papirius Mugillanus, consul en 444 av. J.-C., le frère de Marcus Papirius Mugillanus, consul en 411 av. J.-C., et le père de Lucius Papirius Mugillanus, tribun consulaire en 382 av. J.-C.

## Carrière

### Consulat (427)
Mugillanus est élu consul en 427 av. J.-C. avec Caius Servilius Structus Ahala pour collègue. Durant leur mandat, la situation à Rome se rétablit peu à peu après une épidémie de peste meurtrière. Les Romains se tournent de nouveau vers Véies qui semble se préparer à reprendre les hostilités sans respecter les termes du traité conclu en 435 av. J.-C., à l'issue de la bataille de Nomentum. Néanmoins, les consuls ne procèdent pas à la levée de l'armée et tentent de résoudre le conflit par voie diplomatique. Ils envoient les Fétiaux à Véies mais ces derniers n'obtiennent pas satisfaction. Finalement, les partisans de la reprise de la guerre contre les Étrusques l'emportent à Rome et une armée est rassemblée, dont le commandement échoit aux tribuns militaires élus l'année suivante.

### Tribun consulaire (422)
En 422 av. J.-C., il fait partie des tribuns militaires à pouvoir consulaire avec Lucius Manlius Capitolinus et Quintus Antonius Merenda. Au cours de leur mandat, le tribun de la plèbe Lucius Hortensius poursuit Caius Sempronius Atratinus, consul l'année précédente, en raison de son attitude lors de sa campagne contre les Volsques. Quatre autres tribuns de la plèbe, d'anciens lieutenants d'Atratinus, sont élus et prennent sa défense, obligeant Lucius Hortensius à abandonner les poursuites,.

### Interrègne (420)
En 421 av. J.-C., les consuls Numerius Fabius Vibulanus et Titus Quinctius Capitolinus Barbatus, proposent de doubler le nombre de questeurs afin d'être assistés dans la gestion des opérations militaires. Cette proposition provoque de fortes tensions entre les tribuns de la plèbe et le Sénat, les premiers souhaitant qu'une partie des questeurs soient issus de la plèbe. Même si le Sénat accorde finalement que l'élection se fasse sur le modèle de celle des tribuns consulaires, autorisant les candidats plébéiens, les tribuns de la plèbe rejettent cette concession : en effet, dans les faits, les tribuns consulaires sont très majoritairement issus du patriciat. Le projet des consuls est abandonné mais ce n'est pas suffisant pour apaiser les tensions. Il est alors nécessaire de nommer un interroi afin d'assurer de nouvelles élections consulaires. C'est Mugillanus qui est élu et qui parvient à mener les élections de nouveaux tribuns consulaires.

### Censure (418)
Il est possible que Mugillanus ait été nommé censeur en 418 av. J.-C. Le nom de son collègue ne nous est pas parvenu.